# Tugrik mongol

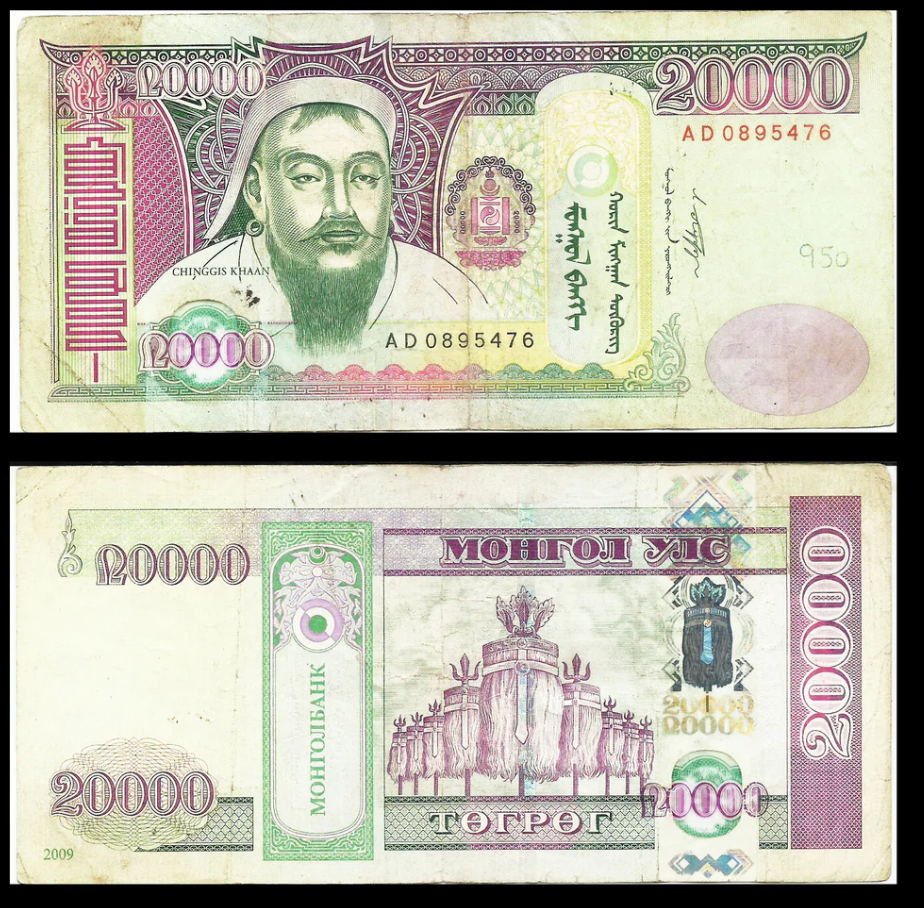
Bancnota cu valoarea nominală de 20 000 tugrik - model din 2006.

Tugrik, tougrik, tugrug sau tögrög (în mongolă chirilică: төгрөг: „cerc”, „rotund”, în scriere mongolă: ᠲᠥᠭᠦᠷᠢᠭ, transcriere: tugrik / tögürig) este moneda Mongoliei. Codul său ISO 4217 este MNT. Simbolul său este ₮ (Unicode U+20AE).
După ce a fost o republică populară de tip comunist, țara a intrat în economia de piață în 1992. După doi ani, în 1993, o nouă serie de bancnote a văzut lumina zilei, înlocuind bancnotele de inspirație comunistă.
Este una dintre monedele cu cel mai mic curs de schimb pe unitate, un tugrik valorează mai puțin de trei sutimi de cent de euro în 2024.

## Valoare și subdiviziuni
Un möngö (în mongolă мөнгө, « bani ») valorează o sutime de tugrik. În 2011, rata de schimb varia în jur de 1.700 ₮ pentru 1 euro. În 2013, 2.000 ₮ pentru 1 euro. În 2017, 2.590 ₮ pentru 1 euro.

## Ilustrații
Bancnotele cu valori mai mici de 1.000 ₮ sunt ilustrate pe avers cu un portret al eroului Damdin Sükhbaatar îmbrăcat în costum tradițional mongol, iar pe verso cu cai pe un fundal peisagistic. Bancnotele cu valoare nominală mai mare prezintă pe verso un portret al lui Ginghis Han, iar pe reversul bancnotelor de 10.000 ₮ și 5.000 ₮ o ilustrație a fântânii airag construite de meșterul parizian Guillaume, în Karakorum, în secolul al XIII-lea, după cum raporta Guillaume de Rubrouck, sau, pentru cele cu valorile de 500 ₮ și 1 000 ₮, o Ger tereg (iurtă instalată pe un car tras de boi, cum utilizau hoardele).
Submultiplii tugrikului sunt denumiți möngö (în scrierea mongolă chirilică): мөнгө; există 3 cupiuri, de 10, 20 și 50 möngö. Ele reprezintă cele trei sporturi naționale (în scrierea mongolă chirilică: Эрийн гурван наадам (transliterat: Eriin gurvan naadam), literal: cele trei jocuri virile practicate în timpul sărbătorii Naadam, care sunt tirul cu arcul (pe bancnota cu valoarea nominală de 10 möngö), lupta mongolă (pe bancnota de 20 möngö) și cursa de cai (pe bancnota de 30 möngö). 